# (72523) 2001 DC91
2001 دي سي 91 (ويعرف أيضًا باسم (72523) 2001 دي سي 91 وفق تسمية الكوكب الصغير) (بالإنجليزية: 2001 DC91)‏ هو كويكب ضمن حزام الكويكبات؛ وترتيبه 72523 من حيث الاكتشاف.
اكتُشف هذا الجُرم الفلكي بواسطة تعقب الأجرام القريبة من الأرض في 20 فبراير 2001.

## وصلات خارجية
- (72523) 2001 DC91 في قاعدة بيانات مختبر الدفع النفاث لأجرام النظام الشمسي الصغيرة

- الاكتشاف · مخطط المدار ·  العناصر المدارية · المعلمات المادية

- (72523) 2001 DC91 على موقع ويكي سكاي: DSS2, SDSS, GALEX, IRAS, Hydrogen α, X-Ray, Astrophoto, Sky Map, Articles and images